# Greenwood, Nebraska
Greenwood är en ort i Cass County i delstaten Nebraska, USA.